# United States Army Forces Command
Le U.S. Army Forces Command (FORSCOM) est un commandement majeur de la U.S. Army (Major Army Command, MACOM) basé à Fort McPherson (en), Géorgie.

## Structure
Le FORSCOM est composé des commandements majeurs subordonnés (Major Subordinate Commands, MSCs) suivants[Quand ?]:
- First United States Army, quartier-général à Fort Gillem, Géorgie
- I Corps, quartier-général à Fort Lewis, Washington D.C.
- III Corps, quartier-général à Fort Hood, Texas
- XVIII Airborne Corps, quartier général à Fort Bragg, Caroline du Nord
- 32nd Army Air & Missile Defense Command (AAMDC), quartier-général à Fort Bliss, Texas
- United States Army Reserve
- National Training Center
- Joint Readiness Training Center
- 49th Quartermaster Group
- 20th Support Command (CBRNE)
- Division Ready Brigade

## Lignage
- U.S. Army Ground Forces, 1942–1948
- U.S. Army Field Forces, 1948–1955
- Continental Army Command (CONARC), 1955–1973
- U.S. Army Forces Command, 1973–1987
- U.S. Forces Command (Specified Command), 1987–1993
- U.S. Army Forces Command, 1993–présent